# Benning Road
Benning Road – stacja linii niebieskiej i srebrnej metra waszyngtońskiego. Przystanek został otwarty 22 listopada 1980 roku, początkowo tylko na linii niebieskiej; składy linii srebrnej docierają na niego od 26 lipca 2014 roku.